# Agnesiella irma
Agnesiella irma är en insektsart som beskrevs av Irena Dworakowska 1977. Agnesiella irma ingår i släktet Agnesiella och familjen dvärgstritar.
Artens utbredningsområde är Vietnam. Inga underarter finns listade i Catalogue of Life.